# 3000년의 기다림
《3000년의 기다림》(영어: Three Thousand Years of Longing)은 2022년 개봉한 판타지 영화이다. 조지 밀러가 감독과 각본을 맡았다. 제75회 칸 영화제(2022년)에서 전 세계 최초로 공개되었다.

## 줄거리
영국 내러톨로지(이야기 구조) 학자인 알리시아 비니는 이스탄불 여행 중 우연히 고대 병을 얻게 되고, 그 안에서 수천 년 동안 갇혀 있던 지니를 해방시킨다. 지니는 그녀에게 세 가지 소원을 제안하지만, 알리시아는 소원을 들어주는 존재를 믿지 못하고 오히려 지니를 속임수를 쓰는 존재라고 비난한다. 이에 지니는 자신이 어떻게 병에 갇히게 되었는지 세 가지 이야기를 들려준다. 첫 번째 이야기는 지니가 사랑했던 시바 여왕이 솔로몬 왕에게 질투를 받아 지니가 놋쇠 병에 갇혀 홍해에 버려졌다는 내용이다. 두 번째 이야기는 16세기 오스만 제국에서 술탄의 후궁인 귈텐이 병을 발견하고 술탄의 아들을 사랑하게 해달라는 소원을 빌었지만, 술탄의 다른 후궁의 계략으로 귈텐과 아들 모두 죽음을 맞이하고 지니는 다시 병에 갇힌다는 내용이다. 세 번째 이야기는 술탄의 궁전에서 병을 발견한 또 다른 여인 제피르가 지니와 사랑에 빠지지만, 지니에게 갇혀 있다고 느끼고 그를 다시 병에 가두고 그와의 기억을 지운다는 내용이다.
지니의 이야기를 듣고 알리시아는 지니와 사랑에 빠진다. 그녀는 첫 번째 소원으로 지니에게 그녀를 사랑해 달라고 부탁하고, 둘은 사랑을 나눈다. 하지만 런던에 정착한 후, 현대 기술의 전파들이 지니의 힘을 약화시킨다는 사실을 알게 된다. 알리시아는 병에 걸린 지니를 위해 두 번째 소원을 써서 그와 대화하고, 마지막 세 번째 소원을 사용해서 지니가 자신의 세계로 돌아가도록 해준다.
몇 년 후, 알리시아는 지니가 들려준 이야기를 책으로 출판하고, 공원에서 건강해진 지니와 재회한다. 그들은 손을 잡고 공원을 거닐며, 지니는 그녀의 삶 동안 그녀를 다시 찾아오겠다고 약속한다.

## 출연진

### 주연
- 틸다 스윈턴 - 알리테아 역
- 이드리스 엘바 - 지니 역

### 조연
- 아미토 라굼 - 시바의 여왕 역
- 부르주 괼게다르 - 제피르
- 마테오 보첼리 - 셰흐자데 무스타파
- 칸 굴두르 - 무라드 4세
- 잭 브래디 - 이브라힘
- 피아 선더볼트 - 오르한스 파 역
- 니콜라스 무아와드 - 솔로몬 왕 역
- 알릴라 브라운 - 어린 알리테아 역
- 버크 오즈투르크 - 세미 더 드라이버/바자 영 숍키퍼 역
- 애나 애덤스
- 데이비드 콜린스
- 앤지 트리커